# Надгробни споменик Стевану Јоровићу у Живици
Надгробни споменик Стевану Јоровићу у Живици (Општина Лучани) налази се на гробљу на брду Бранка у Живици. Подигнут је каплару у Српско-турским ратовима од 1876. до 1878. године.
Рад каменоресца Млађена Раковића из оближњих Горачића.

## Опис споменика
Надгробник облику стуба од пешчара са покривком, украшен флоралним и геометријским урезима. Епитаф, уклесан на источној, наставља се на јужној бочној страни. Споменик је у релативно добром стању, прекривен патином и лишајем.

## Епитаф
Надгробни споменик Стевану Јоровићу (†1898) (Живица, Бранкино брдо)
У овом Мрачном Гробу
почивају земни остатци
СТЕВАНА ЈОРОВИЋА
уваженог грађанина
и бившег кмета овог села Живице
кои часно поживи 56 г.
а умре 13 новембра 1898 г.
Бог да му душу прости.
Стеван је био Отличан
и у Војсци каплар
ратног времена :
у : 1876 и 7. и 8. г.
Овај му знак Подиже
његов син Мијаило
и унуци Мијат Милић и Адам.